# BA Glass România
BA Glass România este o companie producătoare de ambalaje din sticlă din România, înființată în anul 1966 ca și companie de stat.
În anul 1990, compania a devenit societate pe acțiuni, iar din 1997 este listată la bursa Rasdaq.
Principalul acționar este societatea MGL Mediterranean Glass Limited, care controlează 63,12% din capitalul companiei.
Stirom este parte a grupului elen Yioula Glassworks, care deține fabrici în Grecia, Bulgaria, Republica Moldova și România. În fapt, proprietarii principali sunt două familii portugheze: Silva Domingues și Moreira Da Silva.
Stirom deține o cotă de 40-45% pe piața ambalajelor de sticlă, în contextul în care importurile reprezintă circa 55%.
Cifra de afaceri:
- 2007: 52 milioane Euro[5]
- 2006: 40,6 milioane euro[2]
- 2006: 35,4 milioane euro[2]

Venit net în 2007: 1,7 milioane euro
Grupul portughez BA Vidro, care în toamna anului 2016 a cumpărat producătorul de articole din sticlă Stirom, a decis să schimbe denumirea companiei în BA Glass România.
Autorizația integrată de mediu a fost emisă de Agenția pentru Protecția Mediului București la 27.11.2017, pentru operatorul STIROM SA .
La 11.05.2018, autorizația de mediu a fost transferată de la STIROM S.A. la BA Glass România S.A.